# Astérix Maxi-Delirium
Astérix Maxi-Delirium est un jeu vidéo de party game, édité et développé par Infogrames, tiré des aventures d'Astérix, sorti en 2001 sur PC et PlayStation.

## Trame

### Personnages
Astérix Maxi-Delirium a quatre personnages jouables:
- Astérix
- Obélix
- Assurancetourix
- Madame Agecanonix

### Scénario
Pour fêter le 10e anniversaire de la résistance du village face à l'envahisseur romain, le chef Abraracourcix a organisé une série d'épreuves pour désigner qui siégera à ses côtés lors du grand banquet. 
Le scénario de ce jeu ne reprend donc pas l'intrigue d'un album ou d'un film mettant en scène le célèbre gaulois, mais il prend plutôt prétexte à enchaîner des mini-jeux dans l'univers d'Astérix.

## Système de jeu
Il existe trois modes de jeux : le mode Maxi-Delirium, le mode entraînement et le mode multijoueur.

### Maxi-Delirium
Le Maxi-Delirium est le mode de jeu principal, permettant au joueur de participer au tournoi proposé par Abraracourcix. Ce tournoi se déroule sur quatre journées, chacune étant composée de trois ou quatre épreuves. Pour passer à la journée suivante, le héros doit terminer premier au classement en additionnant les scores de toutes les épreuves de la journée. À la fin de la compétition, le joueur ayant obtenu le meilleur score aura gagné et pourra ainsi s'asseoir à côté du chef lors du banquet.

### Entraînement
Le mode entraînement permet au joueur d'accéder à l'épreuve de son choix, soit pour s'entraîner soit pour tenter de battre son record de points. Seules les épreuves des journées terminées avec succès dans le mode Maxi-Delirium sont accessibles en mode entraînement, à l'exception des trois épreuves de la première journée qui sont jouables dès le début.

### Multijoueur
Le mode multijoueur, ou encore jeu par équipe, permet à deux joueurs de participer à quatre épreuves au total en partageant une ou deux manettes. Seule une épreuve est accessible au début, les trois autres pouvant être débloquées en mode Maxi-Delirium.

### Épreuves
Lors du chargement de chaque épreuve, un écran apparaît pour expliquer quelles touches doivent être utilisées pour jouer à celle-ci. À l'issue de ce temps de chargement, une courte explication permet au joueur de connaître les règles du jeu. Pour gagner une épreuve, il faut arriver premier à la fin du temps imparti en additionnant le maximum de points, lesquels sont remportés de manière différente suivant l'épreuve. Dans la plupart des cas, des points supplémentaires peuvent être obtenus, soit en terminant l'épreuve avant la fin du temps imparti, soit en récoltant des bonus tels que des sacs de pièces par exemple. Au gré des épreuves sont également disséminées deux types de potions : la potion rouge qui rend invulnérable pendant un temps limité, et la potion bleue qui permet de courir plus vite durant quelques secondes.
Pour une épreuve type, l'écran affiche l'image du personnage joué, le temps restant, le score et suivant l'épreuve, la position, la carte ou le nombre de tours restants. Ces informations sont dupliquées en mode multijoueurs.
Une fois l'épreuve terminée, le classement du joueur dans cette épreuve apparaît, pour laisser place ensuite au classement général calculé en totalisant les scores des épreuves déjà passées dans la même journée. Si le joueur bat un record, il peut enregistrer ses initiales afin de mémoriser le sien.
À noter enfin que chaque journée débute par une cinématique mettant en scène les habitants du village gaulois.

#### Journée 1 -Échauffement tranquille!
- Ball-trap. Cette épreuve consiste à détruire le maximum d'objets à l'aide d'une baliste, lesquels objets sont lancés par d'autres balistes situées en arrière-plan. Le joueur ayant remporté le plus de points remporte le jeu. Il est possible de gagner des points supplémentaires en détruisant les cohortes romaines et les bateaux qui se déplacent sur la mer[c 2]. Les projectiles lancés par la baliste dirigée par le joueur sont divers : il peut s'agir d'objets (tonneau, botte de foin, menhir), d'animaux (sanglier, vache, poule) ou encore de personnages tels que pirates (Barbe-Rouge, Baba) ou romains (centurion, légionnaire), tandis que les cibles ne sont constituées que d'objets (tonneau, botte de foin, menhir). Certains projectiles sont directement dirigés vers le joueur, auquel cas ils sont signalés par un halo lumineux ou des flèches ; le joueur doit impérativement les détruire s'il ne veut pas perdre de temps.

- Course aux ingrédients. Il s'agit ici de retrouver huit ingrédients demandés par Panoramix pour lui permettre de préparer la potion magique, et d'apporter ceux-ci dans le chaudron placé au milieu de la forêt[c 3]. Le premier à rapporter tous les ingrédients de sa liste remporte un nombre défini de points et des points supplémentaires en fonction de sa rapidité (cinq points par seconde restante). Les ingrédients à chercher sont divers : œufs, champignons, feuilles de houx, roses, tournesols, poissons, myosotis, salade... Une carte permet au joueur de se situer dans le labyrinthe de la forêt et de savoir où sont cachés les ingrédients manquants ; cependant, il peut se faire voler ses ingrédients par ses adversaires, et à l'inverse il peut asséner des coups pour leur en subtiliser. Il perd également tout ou partie de ses ingrédients au contact d'un romain ou d'un sanglier. Il peut déposer les ingrédients qu'il à sur lui dans le chaudron au milieu de la forêt avant de poursuivre sa recherche pour éviter qu'on ne les lui vole(et obtenir tout de suite les points correspondants).

Il ne faut surtout pas frapper Idéfix, cela ferait perdre des points.
- Banquet. Installés à deux par table, les concurrents doivent manger et boire le plus de plats possibles, chaque plat donnant des points. Plus le plat est consistant (sanglier rôti par exemple), plus le nombre de points récolté est élevé. Consommer de la nourriture émettant des effluves verts ne rapporte aucun point et faire perdre du temps[c 4]. Le joueur peut également voler un plat sur la table de son voisin, ou au contraire lui donner une claque pour l'empêcher de le faire. Cette épreuve utilise la technique du combo, par laquelle il faut enchaîner des touches pour pouvoir rapidement consommer un plat.

#### Journée 2 -Ça se gâte!
Chasse aux sangliersLe but est d'assommer le plus de sangliers possibles. Mais certains sont capables de blesser le joueur et ce dernier peut se faire assommer par un concurrent ou inversement. Il est également possible d'assommer des romains et d'accéder à diverses potions. Il ne faut surtout pas frapper Idéfix, cela ferait perdre des points.
Course de porteursIl s'agit d'une course dans laquelle chaque concurrent porte un bouclier avec un gaulois perché dessus. Il y a non seulement des obstacles à franchir, mais en plus il faut veiller à maintenir le gaulois en équilibre sur le bouclier. S'il tombe, cela fera perdre du temps au joueur. Des sangliers traversent le circuit à certains endroits ce qui peut faire tomber le joueur. Ce dernier peut aussi foncer dans une poule pour qu'elle fonce en avant et aille perturber les autres concurrents. Il y a 2 tours de circuit.
Démolition d'un campLe but est de vaincre les romains et de casser tous les objets rencontrés. Attention, certains sont au sommet d'une tour ou au sommet d'une palissade pour lancer des projectiles dangereux, il faut alors frapper les fondations. Les Centurions sont plus dangereux que les soldats, notamment le dernier qui détient 2 clés permettant d'ouvrir des coffres dont le contenu permet d'obtenir de nouveaux points et aussi de finir l'épreuve.

#### Troisième journée -On ne plaisante plus!
Course en catapultesC'est une course de circuits où chacun tracte une catapulte qu'il peut utiliser pour attaquer ses adversaires et les ralentir en se servant des projectiles qu'il trouve sur le chemin. Attention, il y a des substances qui peuvent faire déraper le joueur et si la catapulte de ce dernier est trop endommagée, il ne pourra pas tirer et devra passer par une petite cabane pour la faire réparer.
Chasse aux casquesIl faut collecter les casques des romains et des pirates présents dans un camp romain et les ramener à l'entrée avant la fin du compte-à-rebours. Les casques peuvent se trouver dans des objets. Mais si le joueur se fait toucher, il perdra les casques collectés et devra les ramasser. De plus, certains romains tenteront de s'enfuir du camp et leurs casques seront alors inatteignables. Une astuce : en frappant dans la poêle suspendue à côté de la marmite, les soldats affamés rappliqueront.
Course de bateauxPour gagner, il faut non seulement finir premier mais avoir en sa possession un des tonneaux qui se trouvent sur le parcours. Attention aux coups des adversaires, des navires ennemis, aux tourbillons et aux requins. Le moindre coup reçu peut déposséder le joueur de son tonneau.
Combat sur bouclierUn tournoi de combat pendant lequel chaque participant est porté sur un bouclier. Le but est de faire tomber l'adversaire en lui assénant suffisamment de coups. Diverses combinaisons et coups spéciaux propres à chaque personnage sont utilisables ainsi que des bottes de paille servant de projectile.

#### Quatrième journée -Le grand final!
Cache-cacheLe but est de retrouver les 3 clés de la réserve à sangliers enterrées au milieu des os d'Idéfix et de les rapporter à Abraracourcix. Les autres adversaires peuvent attaquer le joueur et inversement, que ce soit pour le ralentir ou lui voler sa clé. Attention à ne pas frapper le coq du village.
Touché-couléSur un bateau équipé d'un bélier, le joueur doit couler les diverses embarcations présentes en les chargeant ou en frappant avec ses rames pour marquer le plus de points. Gare aux coups des adversaires.
Course d'obstaclesLe même principe que la course de porteurs, sauf que les concurrents sont portés sur des boucliers par des romains et sont équipés de branches d'arbre leur servant de triques. Ils peuvent les utiliser pour se frapper mutuellement ou pour fouetter le Romain afin de le faire sauter par-dessus des obstacles. Parfois, c'est le joueur qui devra sauter sur son bouclier. Dans d'autres cas, le joueur devra sauter en même temps que le Romain.
Ball-trap extrêmeLe même principe que la première épreuve, mais cette fois, la baliste se recharge automatiquement. Le but est en fait de survivre le plus longtemps possible. Si le joueur est touché 3 fois, la partie est terminée. Et le nom du gagnant est déterminé en fonction du nombre de points obtenus par les concurrents avant leur élimination.

## Accueil

### Critiques générales
De manière générale, le jeu est bien accueilli, les critiques se portant plutôt sur la durée de vie du jeu et le nombre restreint de personnages jouables.
Sur jeuxvidéos.com, le jeu reçoit une note générale de 14/20 du journaliste auteur de la critique et de 15/20 de la part des lecteurs .

### Critiques des graphismes
Les critiques considèrent les graphiques du jeu comme non exceptionnels, mais des compliments sont faits sur le respect de l’univers et de l'ambiance de la bande dessinée. Ainsi, le journaliste de jeuxvideo.com écrit dans sa critique:
"Le jeu n’est pas magnifique, tout juste correct pour l’époque, mais on retrouve l’univers de notre Gaulois fidèlement reproduit, avec tout ce que cela implique de gags visuels."

### Citations du jeu
1. ↑  Infogrames. Astérix Maxi-Delirium (PlayStation). Infogrames. Niveau/zone : Introduction :« Un matin calme dans le village gaulois... Malgré l'heure matinale, tous les habitants sont levés et vaquent à leurs occupations... enfin, presque tous. Et comme toujours, il règne une atmoshpère sereine et chaleureuse. Aujourd'hui, le chef Abraracourcix a une annonce importante à faire : il veut organiser une grande compétition pour couronner le gaulois le plus brave, le plus audacieux, le plus fort ! En voilà une bonne idée... Comme d'habitude, Panoramix le druide prépare la potion magique, mais il lui manque certains ingrédients : l'une des épreuves sera sans doute de les trouver. Cette grande occasion mérite bien une chanson, n'est-ce pas ? Assurancetourix, le barde, se propose immédiatement d'en composer une mais cette idée ne semble pas plaire à tout le monde... Et maintenant, que les jeux commencent ! »
2. ↑  Infogrames. Astérix Maxi-Delirium (PlayStation). Infogrames. Niveau/zone : Ball-trap :« Tu marques des points à chaque coup donné. Mais attention à ne pas en recevoir, tu perdrais du temps ! Tire sur les romains pour gagner plus de points ! »
3. ↑  Infogrames. Astérix Maxi-Delirium (PlayStation). Infogrames. Niveau/zone : Course aux ingrédients :« Trouve les ingrédients dont Panoramix a besoin. Gagne des bonus en éliminant les romains que tu croiseras, mais attention aux sangliers fous ! »
4. ↑  Infogrames. Astérix Maxi-Delirium (PlayStation). Infogrames. Niveau/zone : Banquet :« Mange autant que tu le peux et le plus vite possible, mais attention à ne pas te faire voler ta nourriture par tes adversaires ! »

### Manuel d'utilisation
1. ↑  p. 5

### Autres références
1. 1 2  « test : Astérix Maxi-Delirium : PS1 », sur jeuxvideo.com, 10 novembre 2013 (consulté le 6 août 2017)